# PROMPT
「PROMPT」（プロンプト）は、昆夏美の楽曲。オノダヒロユキが作詞、古代祐三が作曲を手掛けた。昆の2枚目のシングルとして2013年8月21日にTOHO animation RECORDSから発売された。

## 音楽性
本曲は、テレビアニメ『銀河機攻隊 マジェスティックプリンス』の後期オープニングテーマに起用された。曲調はアップテンポの明るい内容になっている。昆自身サビは実母に次に歌う箇所を報告したり鼻歌を歌いながら料理する程気に入っており、メロディ自体もデモを聴いた時点で覚えたという。
PVは、ミュージカルと違い練習時間が少ないため振付を必死で覚えたという。そのため昆自身周囲の人間がまともに踊れるか不安に思っているという。

## シングルリリース
2013年8月21日にTOHO animation RECORDSから発売された。昆のシングルとしては前作「私は想像する」から約4か月ぶりのリリースとなる。ジャケットには同アニメの主人公であるヒタチ・イズルの専用機、レッドファイブが描かれている。
2曲目「心はひとつじゃない」は、爽やかで疾走感のある曲。同アニメ第20話のエンディングテーマとして使用された。

## シングル収録内容
| #         | タイトル                           | 作詞           | 作曲       | 編曲       | 時間  |
| --------- | ---------------------------------- | -------------- | ---------- | ---------- | ----- |
| 1.        | 「PROMPT」                         | オノダヒロユキ | 古代祐三   | 宮永治郎   | 4:33  |
| 2.        | 「心はひとつじゃない」             | 松本一起       | N.Kamikura | N.Kamikura | 4:23  |
| 3.        | 「PROMPT [OFF VOCAL]」             |                |            |            | 4:32  |
| 4.        | 「心はひとつじゃない [OFF VOCAL]」 |                |            |            | 4:19  |
| 合計時間: | 合計時間:                          | 合計時間:      | 合計時間:  | 合計時間:  | 17:48 |

## チャート
| チャート（2013年）                                 | 最高位 |
| -------------------------------------------------- | ------ |
| オリコン                                           | 58     |
| Billboard JAPAN Hot Singles Sales                  | 55     |
| Billboard JAPAN Top Independent Albums and Singles | 8      |